# Perarolo di Cadore
Perarolo di Cadore (Peraruò o Pararuò, oggi Peraròl in ladino) è un comune italiano di 361 abitanti della provincia di Belluno in Veneto.

## Geografia fisica

### Territorio
Perarolo è situato all'estremità sud-ovest della gola attraverso la quale scorre il Piave dopo la diga di Pieve di Cadore, dove il torrente Boite confluisce nel Piave. Nel territorio comunale è compresa anche la valle del torrente Valmontina, dichiarata area wilderness dal 1994. A nord del torrente si trova il Colle Svalut.

## Storia

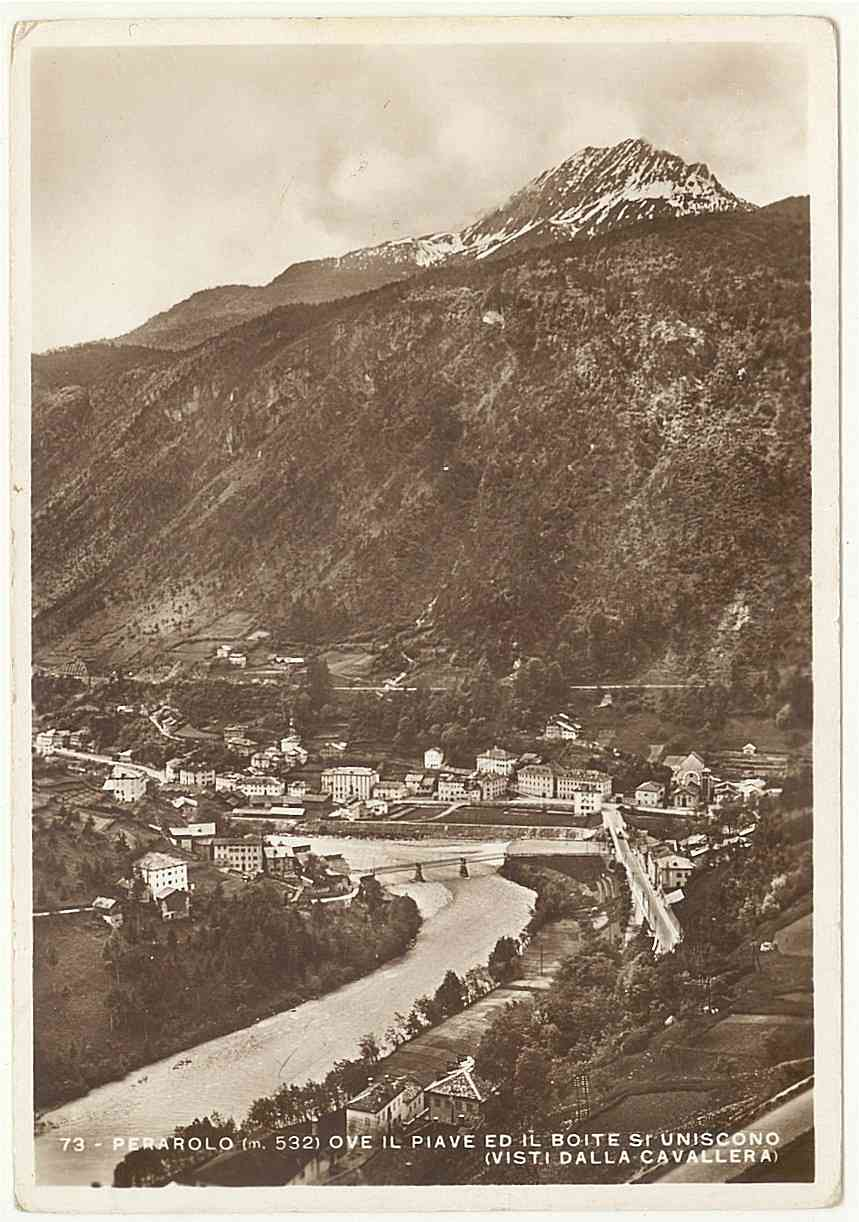
Perarolo nel 1941: in evidenza la confluenza di Piave e Boite

Era da quest'area che partivano le zattere per il trasporto del legname diretto alla Repubblica di Venezia per via fluviale, traffico che fu per molti secoli, a partire dalla seconda metà del XIV, alla base dell'economia di questo territorio, a prevalenza boscoso.
Nei primi del Novecento, anche per l'arrivo nella valle della ferrovia (1913), il secolare modello economico basato sullo sfruttamento del legname decadde e con esso lo strategico ruolo di Perarolo come porto fluviale.
Negli anni ottanta la costruzione del nuovo tratto della statale Alemagna del viadotto del Ponte Cadore declassa la strada Cavalera, sino ad allora unico collegamento praticabile con mezzi motorizzati tra Longarone e Cortina d'Ampezzo. Il centro di Perarolo si trovò così fortemente isolato rispetto alle nuove direttrici della mobilità, condizione che pregiudicherà lo sviluppo turistico in crescita in quegli anni su tutte le Dolomiti.

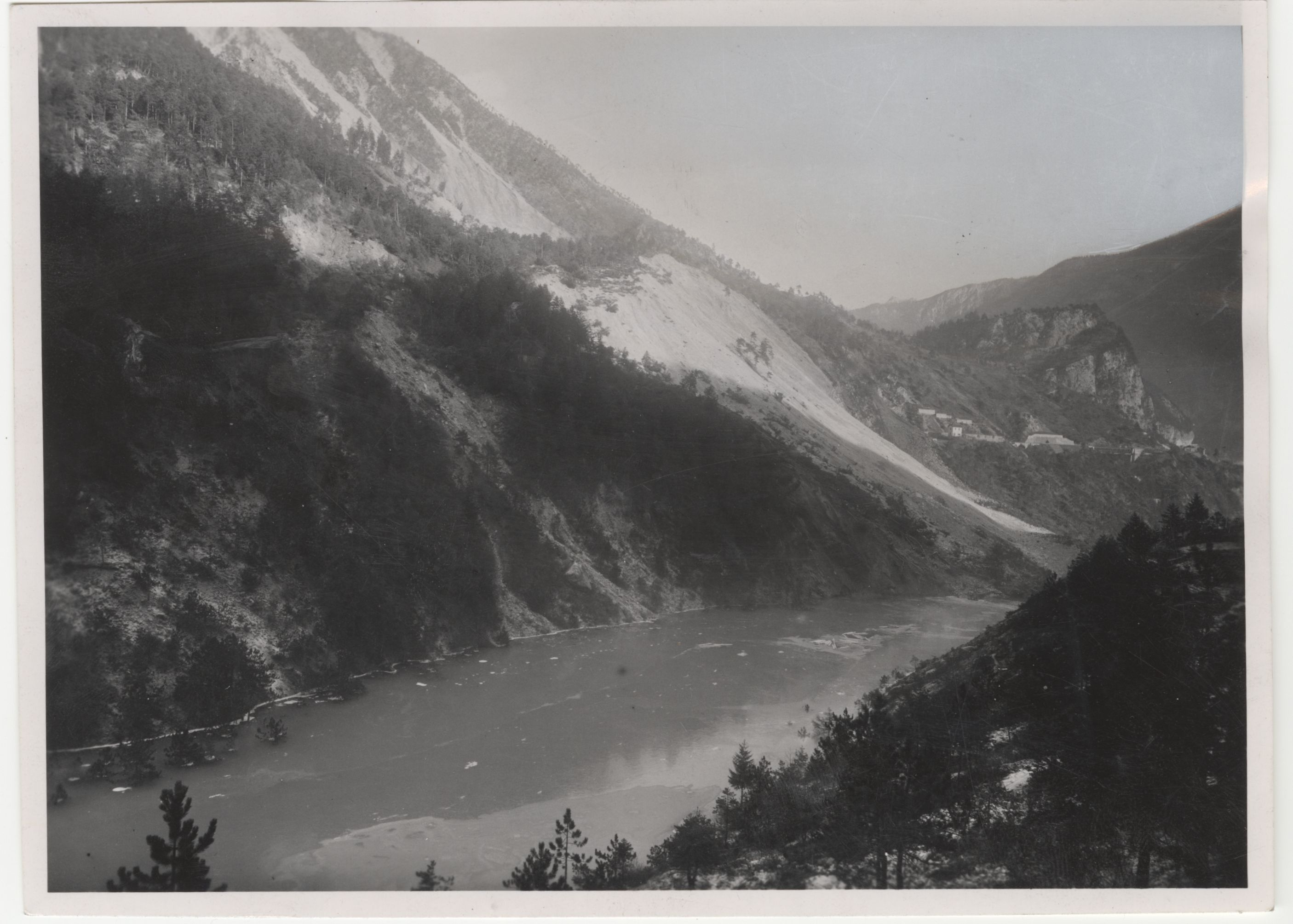
La frana di Perarolo blocca la vallata del fiume Piave (1963). Archivio storico del Touring Club Italiano.

## Monumenti e luoghi d'interesse

### Chiesa parrocchiale di San Nicolò
La chiesa parrocchiale di Perarolo nacque nel 1515 e fu intitolata a San Nicolò, patrono degli zattieri, la cui attività era al centro dell'economia perarolese. Curata dal 1604, la chiesa divenne parrocchiale solo nel 1857. Nel 1862 l'edificio di culto venne ricostruito ma, a seguito delle piene del torrente Boite del 1882, si formarono delle lesioni talmente profonde che si dovette demolire la nuova chiesa già nel 1897. Si gettarono quindi le fondazioni per la nuova Parrocchiale, che già dopo pochi mesi mostrarono segni di cedimento verso il torrente, rendendo quindi impossibile realizzare la costruzione in muratura.

### Chiesa di San Rocco
La chiesa di San Rocco è importante in quanto luogo tizianesco, dove operò Francesco Vecellio, fratello maggiore di Tiziano. Qui infatti egli lascia la pala (a lui attribuita) rappresentante Madonna con Bambino tra i santi Rocco e Sebastiano, della prima metà del XVI secolo.

### Museo del cìdolo e del legname
Il Museo del cìdolo e del legname è stato fondato nel 2005 per avvalorare l'importante storia economica di Perarolo. Centrale nell'organizzazione del museo è, appunto, il vecchio cìdolo di località Sacco (smantellato nel secondo XX secolo): tale tipo di struttura, presente solo nel Cadore, faceva da barriera ai tronchi che scendevano per via fluviale, senza impedire però il passaggio regolare delle acque e permettendo di rifornire le numerose segherie vicine con regolarità.

## Società

### Evoluzione demografica
Abitanti censiti

## Amministrazione
| Periodo        | Periodo        | Primo cittadino          | Partito                                  | Carica  | Note   |
| -------------- | -------------- | ------------------------ | ---------------------------------------- | ------- | ------ |
| 2 luglio 1985  | 28 maggio 1990 | Giovanni Boni            | PSDI                                     | Sindaco | [ 11 ] |
| 21 giugno 1990 | 24 aprile 1995 | Pier Luigi Svaluto Ferro | PSI                                      | Sindaco | [ 12 ] |
| 24 aprile 1995 | 14 giugno 1999 | Pier Luigi Svaluto Ferro | indipendente                             | Sindaco | [ 13 ] |
| 14 giugno 1999 | 14 giugno 2004 | Pier Luigi Svaluto Ferro | lista civica                             | Sindaco | [ 14 ] |
| 14 giugno 2004 | 8 giugno 2009  | Ruggero Lollato          | lista civica                             | Sindaco | [ 14 ] |
| 8 giugno 2009  | 26 maggio 2014 | Pier Luigi Svaluto Ferro | lista civica Insieme per guardare avanti | Sindaco | [ 15 ] |
| 26 maggio 2014 | 27 maggio 2019 | Pier Luigi Svaluto Ferro | lista civica Insieme per guardare avanti | Sindaco | [ 16 ] |
| 27 maggio 2019 | 10 giugno 2024 | Pier Luigi Svaluto Ferro | lista civica Insieme per guardare avanti | Sindaco | [ 17 ] |
| 10 giugno 2024 | in carica      | Pier Luigi Svaluto Ferro | lista civica Insieme per guardare avanti | Sindaco | [ 18 ] |

### Altre informazioni amministrative
La denominazione del comune fino al 1955 era Perarolo.

## Voci correlate

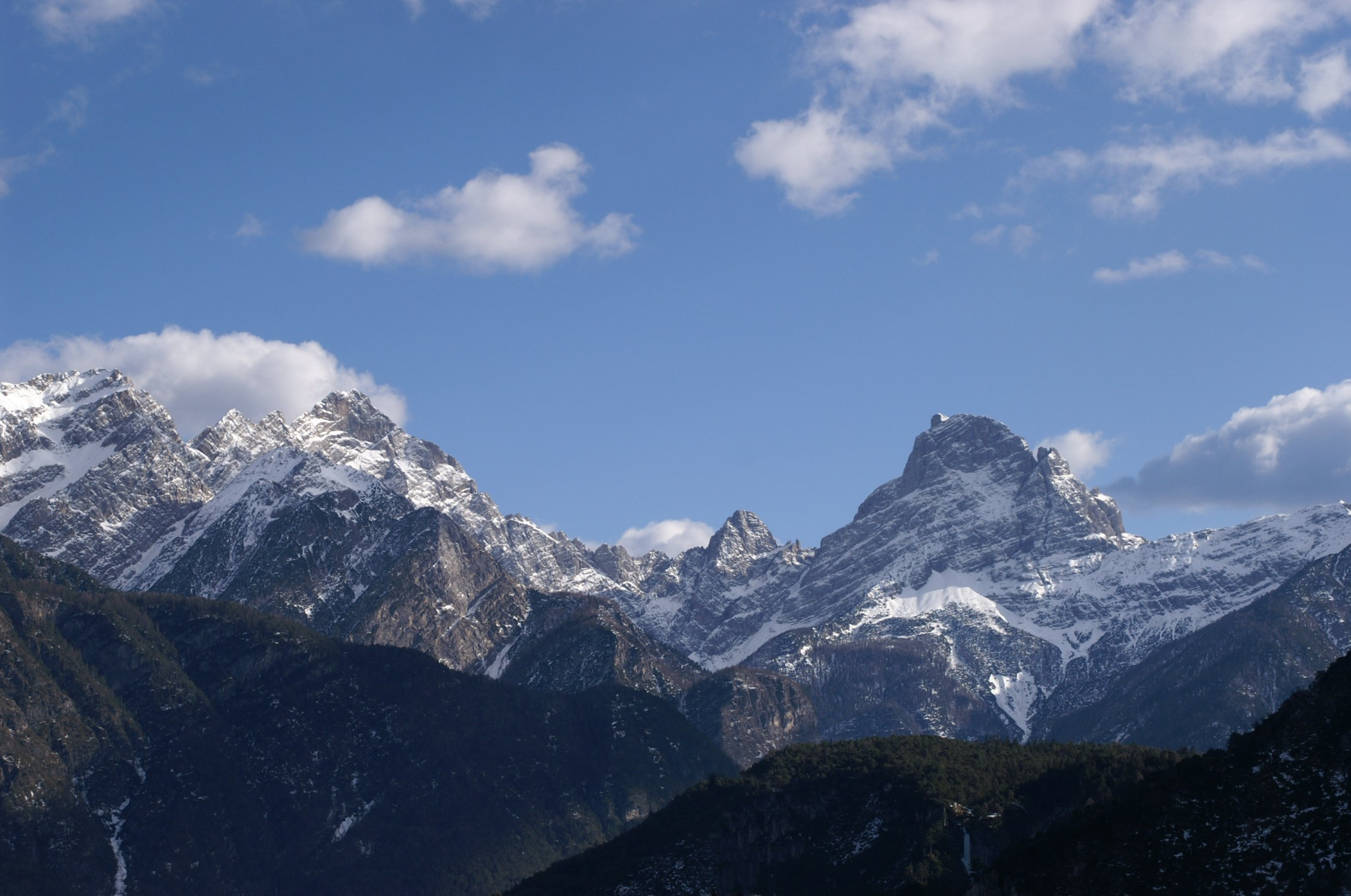
Il Duranno, la Cima Frati e la Cima dei Preti